# Korisnici MiG-29 u svijetu
Od početka masovne serijske proizvodnje koja je započela sredinom 1980-ih i traje do danas, MiG-29 je kao i MiG-21, jedan od najprodavanijih sovjetskih lovaca-presretača.
Koristi se u gotovo svim zemljama bivšeg istočnog bloka, kao i zemljama trećeg svijeta u Africi, Aziji te srednjoj i južnoj Americi. Neke bivše članice Varšavskog pakta više ne koriste MiG-29 poput Češke i Rumunjske. S druge strane, s ciljem istraživanja, koriste ga neke zapadne zemlje poput SAD-a i Izraela. Te zemlje koriste MiG-29 s ciljem otkrivanja "slabih točaka" lovca, a samim time i nedostataka na vojnim lovcima njihovih "neprijatelja" (Iran, odnosno Libanon).
Također, zanimljivo je kao korisnicu MiG-29, spomenuti Poljsku. Naime, ta zemlja specifična je po tome što je jedina na svijetu, koja u svojim zračnim snagama, osim sovjetskog MiG-29, koristi i američki F-16 Fighting Falcon.

## Korisnici MiG-29

### Alžir
Alžir u svojim zračnim snagama ima 105 MiG-29 lovca. Alžirska eskadrila sastoji se od: 65 MiG-29, 4 MiG-29UBT i 36 MiG-29SMT.
Ti zrakoplovi dostavljeni su tokom 2007. i 2008. Međutim, u ožujku 2008., Alžir je u Rusiju vratio 15 MiG-29 SMT koji su bili isporučeni između 2006. i 2007. Kao razlog vraćanja, Alžir je naveo slabiju kvalitetu određenih dijelova.
Dijelovi Alžirskih zračnih snaga u kojima se koristi MiG-29:
- 113. eskadron - baza Tindouf - MiG-29S (9.13S) nadograđen na MiG-29SMT standard.
- 143. eskadron - baza Ouargla - MiG-29S (9.13S) i MiG-29UB (9.51) nadograđen na MiG-29SMT standard.
- 153. eskadron - baza Béchar-Oukda/Leger - MiG-29S (9.13S) nadograđen na MiG-29SMT standard.
- 193. eskadron - baza Bou Sfer - MiG-29S (9.13S) i MiG-29UB (9.51) nadograđen na MiG-29SMT standard.

### Armenija
18 ruskih MiG-29 lovaca koristi Armensko ratno zrakoplovstvo. Bazirani su na aerodromu Erebouni.

### Azerbajdžan
Azerbajdžansko ratno zrakoplovstvo koristi 48 MiG-29 lovaca.

### Bangladeš
Bangladeš ima 16 Migova 29 u službi. Pvotno je naručeno 24 MiG-29SE jednosjeda za višenamjensku uporabu, ali nakon što je dopremljeno 16 zrakoplova, daljnja nabava je otkazana.
Dio bangladeškog ratnog zrakoplovstva u kojem se koristi MiG-29:
- 8. eskadron - baza Bashar - 14 MiG-29SE (9.12A) i 2 MiG-29UB (9,51).

### Bjelorusija
Bjelorusija koristi 50 MiG-29 zrakoplova.

### Bugarska
Bugarska ima 20 MiG-29B u službi, uključujući 4 MiG-29UB.
Dio bugarskog ratnog zrakoplovstva u kojem se koristi MiG-29:
- Iztrebitelna zračni eskadron - baza Graf Ignatievo - MiG-29 (9.12A) and MiG-29UB (9.51).

### Eritreja
Eritreji je 1998. isporučeno osam MiG-29 zrakoplova. Danas ih je pet u službi.

### Indija
Indija koristi 63 zrakoplova koji su trenutno u procesu nadogradnje. Indijska ratna mornarica naručila je 16 MiG-29 lovaca (12 MiG-29K i 4 MiG-29KUB).
Zemlja također ima planove o kupnji dodatnih 30 MiG-29K lovaca. Njih će indijska mornarica koristiti kao standardni avion na svojem nosaču zrakoplova koji su kupili od Rusije.

### Iran
Iran u zračnim snagama koristi 21 MiG-29 kojim su irački vojni piloti pobjegli u Iran 1991. Ostatak zrakoplova kupljeno je od Rusije tokom 1990-ih.
Iran trenutno na raspolaganju ima 75 MiG-29 zrakoplova (60 MiG-29A i 15 MiG-29-UB). Neki izvori tvrde da Iran ima svega 35 MiG-29A, dok drugi izvori navode njih 24 (uključujući i MiG-29UB).
Većina zrakoplova nadograđeno je u Iranu, a u nadogradnju su uključene i cijevi koje omogućavaju punjenje gorivom u zraku.
Dijelovi iranskog ratnog zrakoplovstva u kojem se koristi MiG-29:
- 11. TFS - baze Teheran i Mehrabad Int'l - MiG-29 (9.12B), MiG-29 (9.13) i MiG-29UB (9.51).
- 23. TFS - baze Tabriz - MiG-29 (9.12B), MiG-29 (9.13) and MiG-29UB (9.51).

### Jemen
Jemen u službi ima 44 Migova. Od toga je njih pet ili šest kupljeno od Moldove. 2005. zrakoplovi su nadograđeni u MiG-29SMT standard (zamjenjujući SE standard). Toj nadogranji bilo je podložno 14 SE and UB modela kupljenih 2001.

### Kazahstan
Kazahstan koristi 40 MiG-29 lovaca.

### Kuba
Kuba u svojoj vojsci ima 14 zrakoplova u službi (uključujući MiG-29UB), ali svega su četiri u letnom stanju.

### Libanon
17. prosinca 2008. u vijestima je objavljeno da će Libanon od Rusije dobiti 10 moderniziranih MiG-29 zrakoplova.

### Mađarska
Mađarska u svojem ratnom zrakoplovstvu koristi 21 MiG-29.
Dijelovi mađarskog ratnog zrakoplovstva u kojem se koristi MiG-29:
- 2. Vadászrepülö Század - baza Kecskemét - MiG-29 (9.12A) i MiG-29UB (9.51).
- 59. krilo, Dongó eskadron - baza Kecskemét - MiG-29 (9.12A) i MiG-29UB (9.51).

### Malezija
Malezija je kupila 18 MiG-29 lovaca. Dva su se srušila, tako da dnas tamošnje zračne snage koriste 16 Migova.
Dio malezijskog ratnog zrakoplovstva u kojem se koristi MiG-29:
- 19. SKN Cobra - baza Kuantan-Sultan Ahmed Shah - MiG-29S (9.13S) i MiG-29UB (9.51) (lokalna oznaka MiG-29N).

### Mijanmar
Mijanmar koristi 12 Migova. Naručeno je još 20 MiG-29SMT zrakoplova.

### Peru
Peru trenutno raspolaže s 19 MiG-29 zrakoplova.
Prvotno je 1996. od Bjelorusije kupljeno 16 MiG-29 (9.13) i 2 MiG-29UB (9.51) dok su tri potpuno nova MiG-29SE (9.13SE) kupljena od Rusije 1998. Dva bjeloruska Miga uništena su u nesrećama 1997. i 2001.
12. kolovoza 2008. Peru je s proizvođačem Mikojan potpisao 106 mil. USD vrijedan ugovor o SMT nadogradnji osam Migova, koji bi poslije nadogradnje bili klasificirani kao MiG-29SMP.
Dio peruanskog ratnog zrakoplovstva u kojem se koristi MiG-29:
- Escuadrón Aéreo Nº 612 - baza Chiclayo - MiG-29S/SE (9.13/9.13SE) i MiG-29UB (9.51).

### Poljska
Poljska je od Sovjetskog Saveza između 1989. i 1990. kupila 12 MiG-29 lovaca (devet MiG-29 9.12 i tri MiG-29UB 9.51). 
1996. Poljska s Češkom vrši "vojnu trampu". Češka ustupa Poljskoj deset svojih Migova (devet MiG-29A i jedan MiG-29UB) u zamjenu za jedanaest poljskih PZL W-3 Sokół helikoptera. 
Nakon toga, Poljska od SR Njemačke "kupuje" po simboličnoj cijeni od jednog eura, 22 MiG-29 zrakoplova, koje je Njemačka "naslijedila" od Istočne Njemačke.
Od ukupno 44 Miga (36 MiG-29A i 8 MiG-29UB), samo njih 32 koriste se u ratnom zrakoplovstvu.
Tako Poljska danas raspolaže s 32 MiG-29 lovaca, te je jedina zemlja na Svijetu koja uz sovjetski MiG-29 u zračnim snagama koristi i američki F-16 Fighting Falcon.
Dijelovi poljskog ratnog zrakoplovstva u kojem se koristi MiG-29:
- 1. Pułk Lotnictwa Myśliwskiego - baza Mińsk Mazowiecki - MiG-29 (9.12A) i MiG-29UB (9.51; između 1989. i 2000. Jedinica je reorganizirana 2000. godine u 1. ELT.
- 1. eskadra lotnictwa taktycznego - baza Mińsk Mazowiecki - MiG-29 (9.12A) i MiG-29UB (9.51) od 2001.
- 41. eskadra lotnictwa taktycznego - baza Malbork - MiG-29 (9.12A) iz MiG-29UB (9.51) od 2005.

### Rusija
Rusija ukupno raspolaže s 580 Mig-29 zrakoplova, od toga, njih 266 raspoređeno je u zračnim snagama, 110 u mornarici, 150 kao rezerva te 50 namijenjenih treningu pilota.
Dijelovi ruskog ratnog zrakoplovstva u kojem se koristi MiG-29:
- 783. centar za obuku - baza Armavir.
- 14. pukovnija ratnog zrakoplovstva - baza Kursk.
- 19. pukovnija ratnog zrakoplovstva - baza Millerovo.
- 28. pukovnija ratnog zrakoplovstva - baza Andreapol (zračna baza)
- 31. pukovnija ratnog zrakoplovstva - baza Zernograd.
- 237. centar zračnih tehnologija - baza Kubinka.
- 120. gardijska pukovnija ratnog zrakoplovstva.
- 102. vojna baza Gyumri - raspolaže s 18 MiG-29 lovaca.

### SAD
Sjedinjenje Države kupile su od Moldove 21 lovac. Koriste se u američkim centrima za istraživanje i testiranje. Jedan od razloga kupnje bio je da SAD svojom kupnjom zrakoplova od Moldove, preduhitri potencijalnog "američkog neprijatelja" - Iran.

### Sirija
Sirijske zračne snage raspolažu s 56 Migovih zrakoplova.
Dijelovi sirijskog ratnog zrakoplovstva u kojem se koristi MiG-29:
- 697. eskadron - baza Tsaykal.
- 698. eskadron - baza Tsaykal.
- 699. eskadron - baza Tsaykal.

### Sjeverna Koreja
Sjeverna Koreja koristi 40 zrakoplova u svojim zračnim snagama.
Dio sjeverno korejskog ratnog zrakoplovstva u kojem se koristi MiG-29:
- 57. zračna regimenta - baza Onchon-up.

### Slovačka
Od 1993. Slovačka na raspolaganju ima 21 Mig zrakoplov, od čega je njih 13 operativno sposobno. Između 2005. i 2006. zrakoplovi su nadograđeni u MiG-29SD (lokalna oznaka AS - S za Slovačku) te u MiG-29UBS s NATO/ICAO standardom.
Dio slovačkog ratnog zrakoplovstva u kojem se koristi MiG-29:
- 1 Stíhacia Letka - baza Sliac - MiG-29 (9.12A) i MiG-29UB (9.51).

### Srbija
Srpske oružane snage trenutačno posjeduju 10 MiG-29 SD ( Serbskoe Doradenie ) koji su na razini MiG 29 SMT. Naziv je dobiven zbog toga što su MiG -ovi stručnjaci vršili modernizaciju zrakoplova u Srbiji. ( Naoružanje- R-60, R-73E, R-27, R-77 )
U 2019. u RZ i PZO Srbije stići će 4 remontirana MiG-29 BM, inačica jednaka srbijanskoj SD inačici.
- 101. eskadron - 204. zračna baza Batajnica - MiG-29 (9.12A/ 9.13) and MiG-29UB (9.51).

### Sudan
Sudan ima na raspolaganju 22-23 zrakoplova. Sudanski ministar obrane, Abdul Rahim Mohammed Hussein, izjavio je da će 2004. Sudan kupiti 12 MiG-29 lovaca (unatoč UN-ovom embargu na oružje) a 2008. drugih 12 lovaca (vjerojatno od Rusije, koji bi bili dobavljeni preko Bjelorusije).
Jedan sudanski MiG-29 oboren je u svibnju 2008. pomoću teške strojnice, tokom CAS misije.

### Šri Lanka
Od 2008. Šri Lanka raspolaže s četiri MiG-29SM i jednim MiG-29UB. U ožujku 2008., Šri Lanka je pregovarala s Rusijom o isporuci pet MiG-29 lovaca za tamošnje ratno zrakoplovstvo. Procjena vrijednosti posla je 75 mil. USD. U taj posao bila bi uključena i isporuka četiri modernizirana MiG-27 zrakoplova. 

### Turkmenistan
Turkmenistan koristi 20 MiG-29 lovaca.

### Ukrajina
Ukrajinsko ratno zrakoplovstvo raspolaže s 217 Mig-29 lovaca.
Dijelovi ukrajinskog ratnog zrakoplovstva u kojem se koristi MiG-29:
- 9. zračna brigada ratnog zrakoplovstva.
- 40. zračna brigada ratnog zrakoplovstva.
- 114. zračna brigada ratnog zrakoplovstva.
- 204. zračna brigada ratnog zrakoplovstva.

### Uzbekistan
Uzbekistan koristi 30 Mig-29 zrakoplova.

## Bivši korisnici MiG-29

### Čehoslovačka
Čehoslovačka je od 1989. koristila 18 MiG-29A i 2 MiG-29UB. Raspadom te države, zrakoplovi su podijeljeni između Češke i Slovačke u omjeru 1:1.

### Češka
Raspadom Čehoslovačke, Češka je naslijedila 9 MiG-29A i 1 MiG-29UB. Ti zrakoplovi više se ne koriste u češkoj vojsci, jer ih je Češka, 1996. dala Poljskoj, u zamjenu za 11 PZL W-3 Sokół helikoptera.

### Istočna Njemačka
Istočnoj Njemačkoj je između 1988. i 1989. isporučeno 24 MiG-29 lovaca (uključujući i četiri MiG-29UB). Tada su bili stacionirani u vojnoj bazi Preschen.
Nakon rušenja berlinskog zida 1989. i njemačkim ujedinjenjem 1990., svi zrakoplovi ušli su u zajednički Luftwaffe.

### Njemačka
1990. u sastav Luftwaffe-a ulazi 24 MiG-29 zrakoplova koji su do tada bili u sastavu istočno njemačkih oružanih snaga. Prelaskom u SR Njemačku, svi Migovi su nadograđeni u NATO standard.
Od njih 24, jedan je izgubljen a jedan je zadržan u Njemačkoj radi daljnjih istraživanja (baza Laage).
Preostalih 22 zrakoplova "poklonjeni" su Poljskoj 2003. za simboličnu cijenu od jednog eura, jer je u sastav Luftwaffe-a ušao Eurofighter Typhoon koji je zamijenio postojeće Migove.

### Irak
Irak je koristio 41 Migov zrakoplov. Od toga se njih 21 danas koriste u iranskom ratnom zrakoplovstvu, jer je dvadesetak iračkih vojnih pilota s Migovima prebjeglo u Iran.
Dosta Mig-29 lovaca oboreno je i uništeno  tijekom Zaljevskog rata. Razlog tome nije bila loša kvaliteta zrakoplova, nego njihovo loše servisiranje, nepostojanje rezervnih dijelova zbog embarga prema Iraku, te slaba obuka vojnih pilota.
Danas MiG-29 više nije u iračkoj uporabi.

### Izrael
Izrael je koristio dva Mig-29 zrakoplova koji su bili trenutno posuđeni od nepoznate europske zemlje. Zrakoplov se koristio za istraživanje u tamošnjem istraživačkom centru gdje je baziran 601. izraelski eskadron.

### Jugoslavija
Jugoslaviji je tokom 1980-ih od SSSR-a isporučeno 14 MiG-29B i 2 MiG-29UB. Raspadom Jugoslavije, svi Migovi prešli su u ratno zrakoplovstvo tadašnje SRJ.
Tokom rata na Kosovu oboreno je šest MiG-29B. Tri MiG-29B i jedan MiG-29UB uništeni su u zračnoj bazi tokom NATO-va bombardiranja. Također, prilikom bombardiranja teško je oštećen još jedan MiG-29 koji više nije u operativnoj funkciji.
Tako je SRJ preostalo svega četiri MiG-29B i jedan MiG-29UB. Raspadom SRJ, a kasnije i SiCG, sve Migove koristi Srbija.
Dio SFRJ ratnog zrakoplovstva u kojem se koristio MiG-29:
- 127. eskadron - baza Batajnica - MiG-29 (9.12A) i MiG-29UB (9.51) između 1986. i 1991.

Dio SRJ ratnog zrakoplovstva u kojem se koristio MiG-29:
- 127. eskadron "Vitezovi" - baza Batajnica - MiG-29 (9.12A) i MiG-29UB (9.51) između 1991. i 2006.

### Moldova
Raspadom SSSR-a, Moldova je naslijedila 34 MiG-29 lovaca. Od toga, njih pet ili šest prodani su Jemenu, 21 prodan je SAD-u, a jedan MiG-29S Rumunjskoj. Preostalih šest MiG-29S poslano je u Ukrajinu na remont.
Jemen je Moldovi vratio svih šest Migova.

### Rumunjska
Rumunjskoj je 1989., od SSSR-a isporučeno 20 MiG-29A. Jedan MiG-29S kupljen je od Moldove. Trenutno se 18 Migova nalazi u hangarima nakon proračunskog kresanja sredstava za nadogradnju zrakoplova.

### Sovjetski Savez
Raspadom SSSR-a 1991. godine, Sovjetski Savez je imao na raspolaganju 1000 MiG-29 lovaca. Raspodjelom zrakoplova, Rusija je naslijedila preko 600 Migova, Ukrajina 220, Bjelorusija 50, Kazahstan 40, Moldova 34, Uzbekistan 30, a Turkmenistan 20.
Mnogi od tih zrakoplova, kasnije su prodani u zemlje trećeg svijeta ili su otpisani.

## Vidjeti također
- MiG-29